# San Román (Santa María de Cayón)
San Román es una localidad del municipio de Santa María de Cayón (Cantabria, España). Está situado a 100 metros de altitud y a 5,5 kilómetros de la capital municipal Santa María de Cayón. En el año 2020 tenía una población de 444 habitantes (INE).
La fiesta patronal es el 6 de agosto y se conmemoran a los santos Justo y Pastor.